# VTM 4

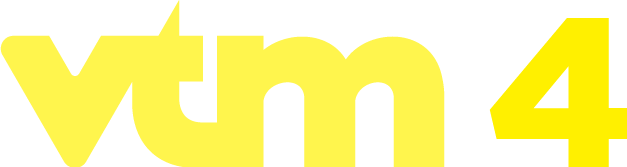
Voormalig logo van de zender

VTM 4 is een Belgische commerciële televisiezender die op 31 augustus 2020 van start ging en te ontvangen is via alle Vlaamse digitaletelevisiedistributeurs. De zender kwam in de plaats van het opgedoekte CAZ.
De vaste trailerstem van VTM 4 is Pepijn Caudron.

## Geschiedenis
Op 10 augustus 2020 maakte DPG Media bekend dat Q2, Vitaya en CAZ vanaf 31 augustus 2020 vervangen worden door respectievelijk VTM 2, VTM 3 en VTM 4. De nieuwe zender focust zich op actie en klassiekers.
In februari 2021 werd bekendgemaakt dat de tweede CAZ-zender op 1 maart zou omgedoopt worden tot VTM GOLD, een televisiezender die zich richt op oudere Vlaamse VTM-programma's.

## Programma's
- 'Allo 'Allo
- A.P. Bio
- According to Jim
- American Horror Story
- Crimi Clowns
- Code 37
- Containment
- Fawlty Towers
- Game of Thrones
- Ghosted
- Great News
- Homeland
- Ice Road Truckers
- Live at the Apollo
- Magnum, P.I.
- Married... with Children
- Monster Jam
- Moonlighting
- Mr. Robot
- Police Interceptors
- Quantico
- Queen of the South
- Rel
- S.W.A.T.
- Snowfall
- The A-Team
- The Graham Norton Show
- The Team
- Top Gear
- You're the Worst

## Tijdlijn
Geschiedenis van de Vlaamse televisie